# Crêches-sur-Saône
Crêches-sur-Saône är en kommun i departementet Saône-et-Loire i regionen Bourgogne-Franche-Comté i östra Frankrike. Kommunen ligger i kantonen La Chapelle-de-Guinchay som tillhör arrondissementet Mâcon. År 2022 hade Crêches-sur-Saône 3 179 invånare.

## Befolkningsutveckling
Antalet invånare i kommunen Crêches-sur-Saône
| Referens: INSEE |